# Pontederia crassipes
Il giacinto d'acqua (Pontederia crassipes Mart.) è una pianta acquatica (idrofita) galleggiante, appartenente alla famiglia delle Pontederiaceae, che cresce sulla superficie di fiumi, canali e laghi delle regioni tropicali. È originaria del bacino dell'Amazzonia.
Costituisce la principale fonte di cibo del lamantino amazzonico. Nelle zone in cui è stata introdotta dall'uomo, a causa del suo elevato tasso di crescita e dell'assenza di erbivori, è divenuta invasiva. È stata inserita nell'elenco delle 100 tra le specie aliene più dannose del mondo.

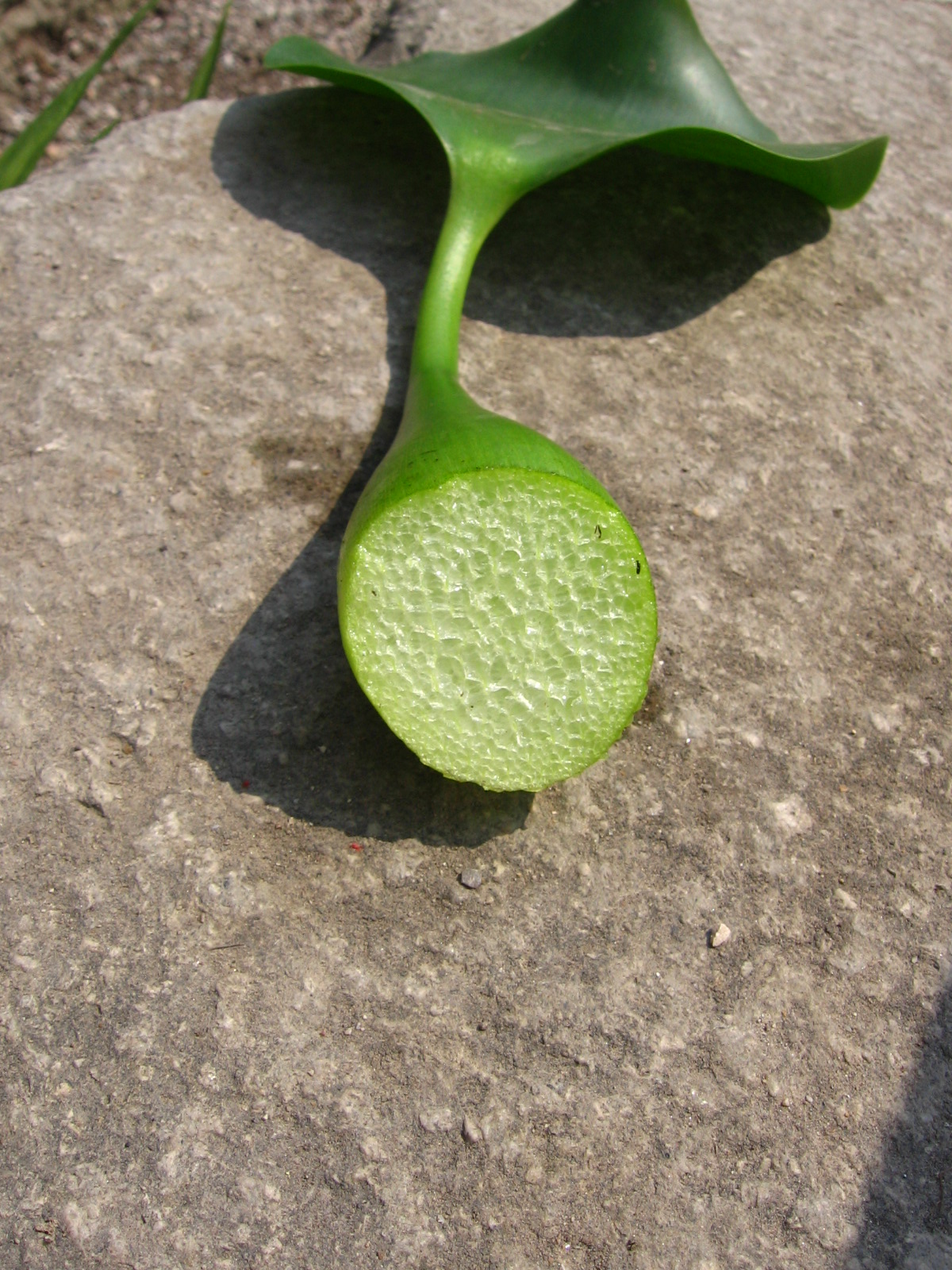
Sezione che evidenzia la struttura spugnosa responsabile del galleggiamento

## Descrizione
La pianta è costituita da cespi fogliosi non radicati al suolo, che galleggiano grazie ai piccioli delle foglie. I piccioli sono apparentemente carnosi ma sono ricchissimi di parenchima aerifero, un tessuto con ampi spazi tra le cellule dove si può accumulare aria che favorisce il galleggiamento. Le foglie sono tondeggianti e lucide. 

La pianta singola è di modeste dimensioni (al massimo mezzo metro) ma possiede stoloni che favoriscono la riproduzione vegetativa con la produzione di molte altre piante che possono coprire rapidamente gli specchi d'acqua.
La pianta è completamente mobile, le radici possono estrarre dall'acqua materia organica (proprio per questo fa parte della categoria delle piante usate per la fitodepurazione).
In primavera la pianta produce un'infiorescenza costituita da una spiga di fiori molto appariscenti di colore blu-viola, con macchie gialle sulla sommità dei petali superiori.

## Biologia
Il giacinto d'acqua in estate produce capsule (frutti secchi deiscenti) piene di piccoli semi che germinano in acqua. Inoltre, a parte la riproduzione sessuale, la pianta presenta un altro potente meccanismo di moltiplicazione, quello per stoloni fusti modificati che producono piante geneticamente identiche alla pianta madre e che, essendo fragili, sono facilmente spezzati facendo diventare autonome le piccole piante galleggianti.
Per la bellezza dei fiori la pianta è stata dapprima importata in Louisiana, negli Stati Uniti, nei parchi delle ville del Sud, da dove si è diffusa nei fiumi e nei laghi, trovando perfette condizioni riproduttive, e con la sua massiccia presenza nei grandi fiumi ha contribuito a determinare la fine della navigazione con battelli a vapore nel Mississippi, per i costi dovuti ai tentativi di bonifica e dragaggio, è stata definita "the million dollars weed", cioè l'erbaccia da un milione di dollari, perché tanto costava annualmente il tentativo (fallito) di eliminarla.

## Distribuzione e habitat
La pianta è originaria del bacino del Rio delle Amazzoni ma è stata introdotta in numerosi paesi delle aree tropicali e temperate del mondo, come pianta ornamentale, assumendo in molti casi atteggiamenti da specie invasiva.
In Africa la specie fu inizialmente introdotta, come specie ornamentale, in Egitto nel XIX secolo; la prima segnalazione sul Nilo risale al 1958 e da lì si è rapidamente estesa ai paesi limitrofi. In Etiopia è stata segnalata a partire dal 1965 in numerosi corsi d'acqua tra cui il fiume Auasc, dove ha creato problemi alle centrali idroelettriche. Si è rapidamente espansa anche ad altri fiumi della regione di Gambela, raggiungendo il Nilo azzurro, il lago Tana e il lago Ellen. 
Introdotta dai coloni belgi in Ruanda a scopo ornamentale, la pianta si è rapidamente diffusa raggiungendo il Lago Victoria dove è stata segnalata per la prima volta nel 1988. In mancanza di competitori naturali è divenuta un serio problema ecologico diminuendo lo spazio disponibile per i pesci e arrivando a creare problemi di accessibilità al porto di Kisumu.
In Italia, P. crassipes è presente in Lombardia, Friuli-Venezia Giulia, Emilia-Romagna, Toscana, Lazio, Campania, Sardegna e Sicilia.
È presente anche nel Gange e nel Mekong.
La sua invasività è dovuta al fatto che nei fiumi dove è stata immessa non esistono erbivori che la mangino, ed inoltre mancano i parassiti (gli insetti) che ne limitavano la diffusione nei luoghi di origine.
La pianta non ha malattie batteriche o da funghi, e questo aumenta la sua capacità di diffusione.

## Coltivazione
Pontederia crassipes non sopporta temperature inferiori ai 10 gradi, predilige l'esposizione al sole ma si abitua facilmente anche all'ombra, abbisogna di acqua ricca di nutrienti, e quindi non è adatta all'acqua depurata.

## Lotta
Il metodo di lotta più efficace contro il giacinto d'acqua può essere la lotta biologica: con l'introduzione del coleottero Neochetina eichhorniae o del lepidottero Niphograpta albiguttalis, è possibile debellare questa pianta acquatica. Non si conoscono però le implicazioni della introduzione di nuove specie di insetti in ambiente.